# Damian Janikowski
Damian Janikowski (né le 27 juin 1989 à Wrocław) est un lutteur polonais.

## Biographie
En lutte gréco-romaine, il représente le club du Śląsk Wrocław.
En 2011, Damian Janikowski obtient la médaille d'argent lors des championnats du monde de lutte à Istanbul. Dans la catégorie des 84 kg, il est battu en finale par le Biélorusse Alim Selimau.
Lors des championnats d'Europe de 2012, à Belgrade, il perd une nouvelle fois en finale de sa catégorie, contre le Bulgare Hristo Marinov. Quelques mois plus tard, lors des Jeux olympiques de Londres, et toujours dans la catégorie des moins de 84 kg, il remporte la médaille de bronze après avoir battu le Français Mélonin Noumonvi lors du dernier combat.
En mars 2013, il devient l'un des joueurs de l'équipe de football américain des Devils de Wrocław. En mai, il rejoint l'équipe des Giants de Wrocław, avec laquelle il fait ses débuts en championnat de Pologne.
À partir de 2016, il commence à combattre en arts martiaux mixtes.

## Palmarès

### Jeux olympiques
- Médaille de bronze en moins de 84 kg aux Jeux olympiques de 2012 à Londres (Royaume-Uni).

### Championnats du monde
- Médaille d'argent en catégorie des moins de 84 kg aux Championnats du monde de lutte 2011 à Istanbul

### Championnats d'Europe
- Médaille d'argent en catégorie des moins de 84 kg aux Championnats d'Europe de lutte 2012 à Belgrade